# Eduardo Gutiérrez (Schriftsteller)

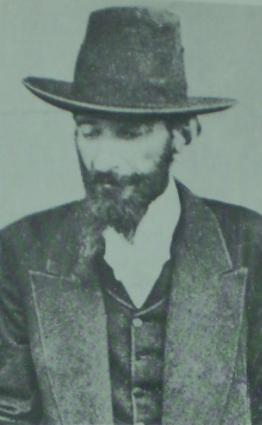
Eduardo Gutiérrez

Eduardo Gutiérrez (* 15. Juli 1851 vermutlich in Buenos Aires; † 2. August 1889) war ein argentinischer Schriftsteller.
Seine Werke aus dem Milieu der Gauchos waren sehr populär, besonders sein Stück über den Banditen Juan Moreira. Das Werk wurde zunächst als Roman verfasst und 1884 für die Bühne adaptiert, 1948 und 1974 wurde es auch verfilmt.

## Werke
- Pastor Luna
- La muerte de un héroe (1871)
- Juan Moreira (1880)
- Una amistad hasta la muerte
- Juan Cuello
- Hormiga negra
- El rastreador (1884)
- Los montoneros (1884)
- El Chacho (1886)
- Un viaje infernal